# Mikro-RNS

Pre-miRNS a Pri-miRNS helyett a mechanizmus első pontjában. A mikro-RNS hatása mRNS-re

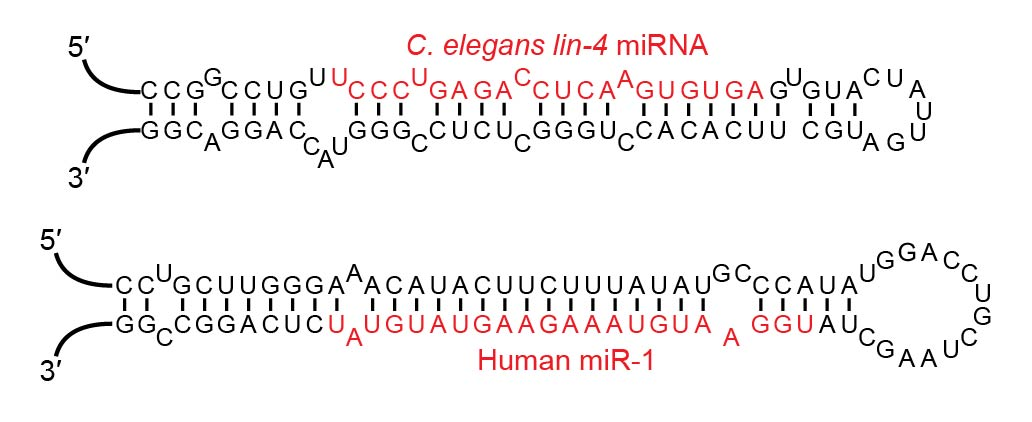
miRNS-hurkok, az érett miRNS-ek pirossal

A mikro-RNS (miRNS) kis, egyszálú nemkódoló RNS 21–23 nukleotiddal. Növényekben, állatokban, amőbákban és egyes vírusokban találhatók, és az RNS-csendesítésben és a poszttranszlációs génexpresszió-szabályzásban fontosak. A miRNS-ek a megfelelő mRNS-ek komplementer szakaszaihoz kötnek, majd ezeket az alábbi folyamatok egyikével csendesítik:
1. felbontás két részre,
2. destabilizáció a poli(A)-farok rövidítésével vagy
3. fehérjékké való transzláció csökkentése.

Állati sejtekben a miRNS-ek elsősorban az mRNS destabilizációjával hatnak.
A miRNS-ek a kis interferáló RNS-ekhez (siRNS) hasonlítanak az RNS-interferencia (RNSi) útjában, azonban a miRNS-ek önmagukra visszahajló rövid hajtűket alkotó RNS-transzkriptum-részekből származnak, míg a siRNS-ek hosszabb kétszálú RNS-részekből. A humán genom több mint 1900 miRNS-t kódolhat, de csak mintegy 500 humán miRNS jelent bona fide miRNS-t a kézzel kezelt MirGeneDB miRNS-gén-adatbázisban.
Számos emlőssejttípusban sok miRNS található: ezek a humán és más emlősgének mintegy 60%-át célozzák. Sok miRNS evolúciósan állandósult, vagyis fontos biológiai funkcióik lehetnek. Például 90 miRNS-család legalább az emlősök és a halak közös őséig visszamenőleg állandósult, és ezeknek fontos funkcióik vannak, melyeket ezek egy vagy több tagjának eltávolításával végzett egérkísérletek mutattak ki.

## Történet
Az első miRNS-t 1993-ban fedezték fel. Azonban csak 2000-ben ismerték el önálló biológiaiszabályzó-osztályként. a miRNS-kutatás számos eltérő miRNS-csoportot mutatott ki eltérő sejttípusokban és szövetekben, valamint számos szerepet a miRNS-eknek a növényi és állati fejlődésben és sok más biológiai folyamatban. A nem megfelelő miRNS-expresszió számos betegségben megjelenik. Vizsgálnak miRNS-alapú terápiákat.
Az első miRNS-t 1993-ban fedezte fel Victor Ambros, Lee és Feinbaum. Azonban további vizsgálatához Gary Ruvkun, Wightman és Ha munkája kellett. E csoportok egymás után közöltek tanulmányokat a lin-4 génről, mely a Caenorhabditis elegans-lárva fejlődését irányítja a lin-14 gén repressziójával. Miután Lee et al. izolálták a lin-4 miRNS-t, észrevették, hogy nem fehérjekódoló mRNS-t kódol, hanem rövid nem kódoló RNS-t, melyek egyike a lin-14-mRNS 3'-transzlálatlanrégiójának több szakaszával részben komplementer. Feltételezésük szerint a lin-4 a lin-14 mRNS LIN-14 fehérjévé való transzlációját gátolta, és úgy gondolták, hogy a lin-4 csak gyűrűsférgekre jellemző.
2000-ben fedezték fel a második kis RNS-t, a let-7-RNS-t, mely a lin-41-et represszálja a C. elegans későbbi fejlődési átmenetéhez. Ezt sok fajban állandósultnak találták, ahhoz a feltételezéshez vezetve, hogy a let-7-RNS és más „kis temporális RNS-ek” számos állat – beleértve az embert – fejlődésének időzítését szabályozhatják.
2001-ben a lin-4 és let-7 RNS-ekről kiderítették, hogy egy, a C. elegans, a Drosophila és az ember sejtjeiben jelenlévő nagy kis-RNS-osztály tagja. Ennek sok RNS-e hasonlított a lin-4 és let-7-RNS-ekre, eltekintve a fejlődésidőzítés szabályzásának nem megfelelő expressziós mintával. Ez alapján feltételezték, hogy a legtöbb más szabályzó utakban vesz részt. Ekkor kezdték el a kis szabályzó RNS-eket mikro-RNS-nek nevezni.
Az első miRNS-deregulációval összefüggő humán betegség a B-sejtes krónikus limfocitás leukémia volt. E betegségben a miRNS-ek egyszerre működnek tumorszupresszorként és onkogénként.

## Nevezéktan
A szabványos nevezéktanban a kísérletileg igazolt miRNS-ek nevüket közlés előtt kapják. A „miR” prefixumot kötőjel, majd szám követi, ez utóbbi gyakran a megnevezés sorrenjét jelenti. Például a miR-124 korábban kapta nevét, és korábban fedezték fel a miR-456-nál. A nagybetűs „miR-” érett miRNS-t jelent, a nagybetű nélküli „mir-” pre- és pri-miRNS-t. A miRNS-kódoló gének ugyane 3 betűs prefixumot kapják génnevezéktanuknak megfelelően – példák miRNS-gén-nevekre a mir-1 C. elegans és Drosophila esetén, Mir1 Rattus norvegicus esetén és MIR25 emberben.
Az egy-két nukleotid kivételével teljesen eltérő szekvenciák további kisbetűt kapnak. Például a miR-124a a miR-124b közeli rokona. Például:
hsa-miR-181a: 5’-aacauucaACgcugucggugAgu-3’
hsa-miR-181b: 5’-aacauucaUUgcugucggugGgu-3’
A pre-, pri-miRNS-ek és az azonos érett miRNS-hez vezető különböző helyű gének további kötőjelet és számot kapnak. Például a hsa-mir-194-1 és hsa-mir-194-2 azonos érett miRNS-t (hsa-miR-194) hoz létre, de eltérő genombeli helyről származnak.
A faj hárombetűs prefixummal van jelölve – például a hsa-miR-124 humán, az oar-miR-123 bárány-miRNS. További prefixumok például a vírusokat jelölő v vagy a Drosophilát jelölő d.
Ha két érett miRNS azonos pre-miRNS ellentétes karjairól származik és nagyjából ugyanannyi van belőlük, -3p vagy -5p utótagot kapnak (korábban s (szenz) vagy as (antiszenz) utótaggal is jelölték). Azonban a hajtű egyik karjáról származó miRNS általában sokkal nagyobb mennyiségben van jelen, mint a másikról származó, ez esetben a nevet követő csillag a kisebb mennyiségben a másik karról keletkező miRNS-t jelenti. Például a miR-124 és a miR-124* azonos pre-miRNS hajtűvel rendelkeznek, de sokkal több a miR-124.

## Célpontok
A növényi miRNS-ek közel tökéletesen párosodnak mRNS célpontjaikkal, a génrepressziót a célpont bontásával elérve. Ezzel szemben az állati miRNS-ek cél-mRNS-üket csupán 6–8 nukleotiddal (magrégió) ismerik fel a kezdetükön, ami kevés a cél-mRNS-bontás elindításához. A kombinációszabályzás fontos az állatok miRNS-szabályzásában. Egy adott miRNS több száz mRNS-célponttal rendelkezhet, és egy célpontot több miRNS szabályozhatja.
Adott miRNS által célzott egyedi mRNS-ek átlagos száma becsléstől függően eltér, de több megközelítés szerint az emlős-miRNS-ek számos egyedi célponttal rendelkezhetnek. Például a gerincesekben állandósult miRNS-eknek átlagosan mintegy 400 állandó célpontjuk van. Ugyanígy kísérletek szerint egy miRNS több száz egyedi mRNS stabilitását csökkentheti. Más kísérletek szerint egy miRNS több száz fehérje termelését represszálhatja, de gyakran ez enyhe – kevesebb mint 2-szeres.

## Szintézis

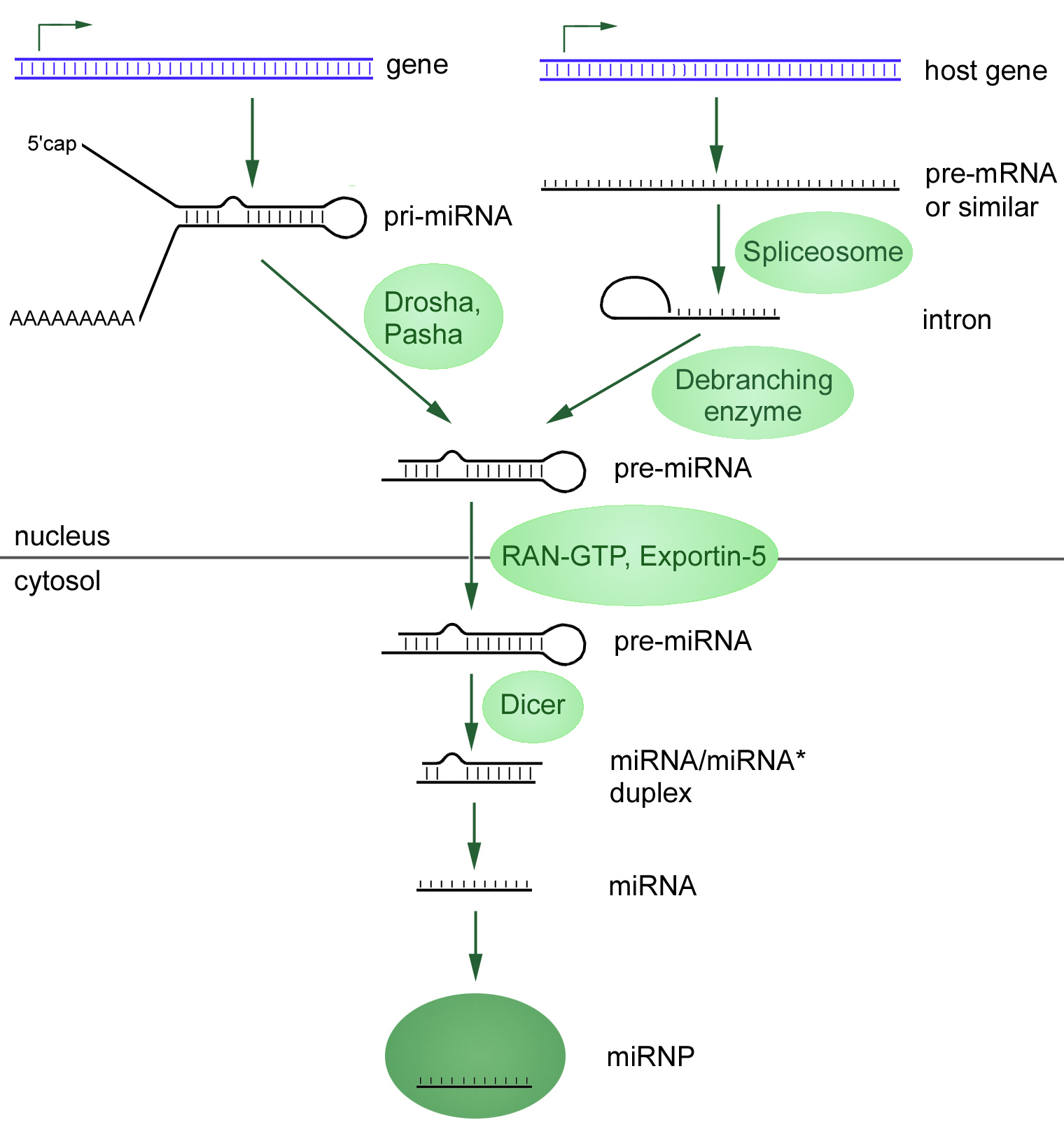

A miRNS-gének akár 40%-a más gének intronjaiban vagy akár exonjaiban lehet. Ezek gyakran szenz elrendezésben vannak, így szabályzásuk a gazdagénekével együtt történik.
A DNS-templáttal nem ér véget a miRNS-érés: a humán miRNS-ek 6%-a helyspecifikus RNS-szerkesztést mutat (izomiR) a DNS által kódolttól eltérő termékek létrehozásához. Ez a genom által kódolthoz képest növeli a miRNS-hatás diverzitását.

### Transzkripció
A miRNS-géneket általában az RNS-polimeráz II (Pol II) írja át. Gyakran köt a szekvenciához közeli promotert, mely a pre-miRNS hajtűhurka. Az így létrejött átirat 5'-végén speciálisan módosult nukleotid jön létre, poli(A)-farkat kap, és leválik. Az állati miRNS-ek kezdetben egy mintegy 80 nukleotidos RNS-törzskörben keletkeznek, mely egy néhány száz nukleotidos miRNS-prekurzor, a pri-miRNS része. Ha egy törzskörprekurzor van a 3'-UTR-ben, az átirat pri-miRNS és mRNS is lehet. Az RNS-polimeráz III (Pol III) néhány miRNS-t átír, különösen a korai Alu-szekvenciákkal rendelkező, a transzfer- és az emlős-szélesszórtismétlődés (MWIR) promotereket.

### Magi feldolgozás

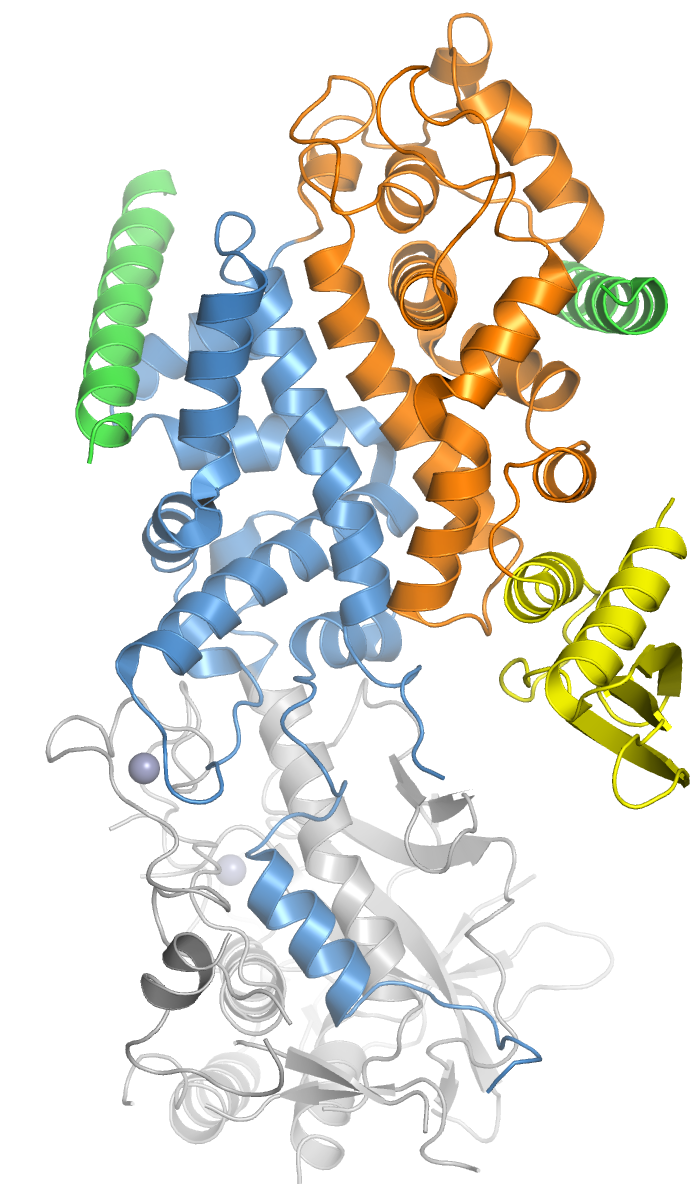
Humán Drosha fehérje röntgenkrisztallográfia-képe két DGCR8-cal (zöld) alkotott komplexben. A Drosha két ribonukleáz III-domént (kék, narancs), egy kétszálú-RNS-kötő domént (sárga) és egy összekötő domént (szürke) tartalmaz két cinkkel.

Egy pri-miRNS 1–6 miRNS-prekurzort tartalmazhat. Ezek mintegy 70 nukleotidból állnak, és a hatékony feldolgozáshoz szükséges szekvenciák veszik körül.
A kétszálú RNS-szerkezetet (dsRNS) a pri-miRNS-ek hajtűiben a DiGeorge-szindróma, 8. fontos régió (DGCR8, gerinctelenekben Pasha) veszi körül, mely nevét a DiGeorge-szindrómával való kapcsolatáról kapta. Ez az RNS-vágó Drosha enzimmel asszociál mikroprocesszor-komplexet alkotva. E komplexben a DGCR8 a katalitikus RNáz III-domént hajtűk pri-miRNS-ekről való leválasztására használja mintegy 11 nukleotiddal a hajtűalap előtt (egy helikális dsRNS-fordulattal a törzsön belül). A termék kétnukleotidos többlettel rendelkezik a 3'-végen, 3'-hidroxil- és 5'-foszfátcsoportjai vannak. Gyakran ezt pre-miRNS-nek nevezik. Ismertek a pre-miRNS utáni fontos szekvenciamotívumok.
Az intronokból közvetlenül a mikroprocesszor-komplex megkerülésével leválasztott pre-miRNS-ek a mirtronok. Ismertek mirtronok a Drosophilában, a C. elegansban és emlősökben.
A pre-miRNS-ek 16%-át módosíthatja a magi RNS-szerkesztés. A leggyakoribb az RNS-re ható adenozin-deaminázok (ADAR) általi módosítás, melyek az adenozint inozinná (A→I) alakítják. Az RNS-szerkesztés leállíthatja a magi folyamatot (például a pri-miR-142-ben a Tudor-SN ribonukleáz általi bomláshoz vezet) és a későbbi folyamatokat, például a citoplazmatikus miRNS-feldolgozást és a célspecificitást (például a miR-376 magrégiójának változtatásával a központi idegrendszerben).

### Magi kivitel

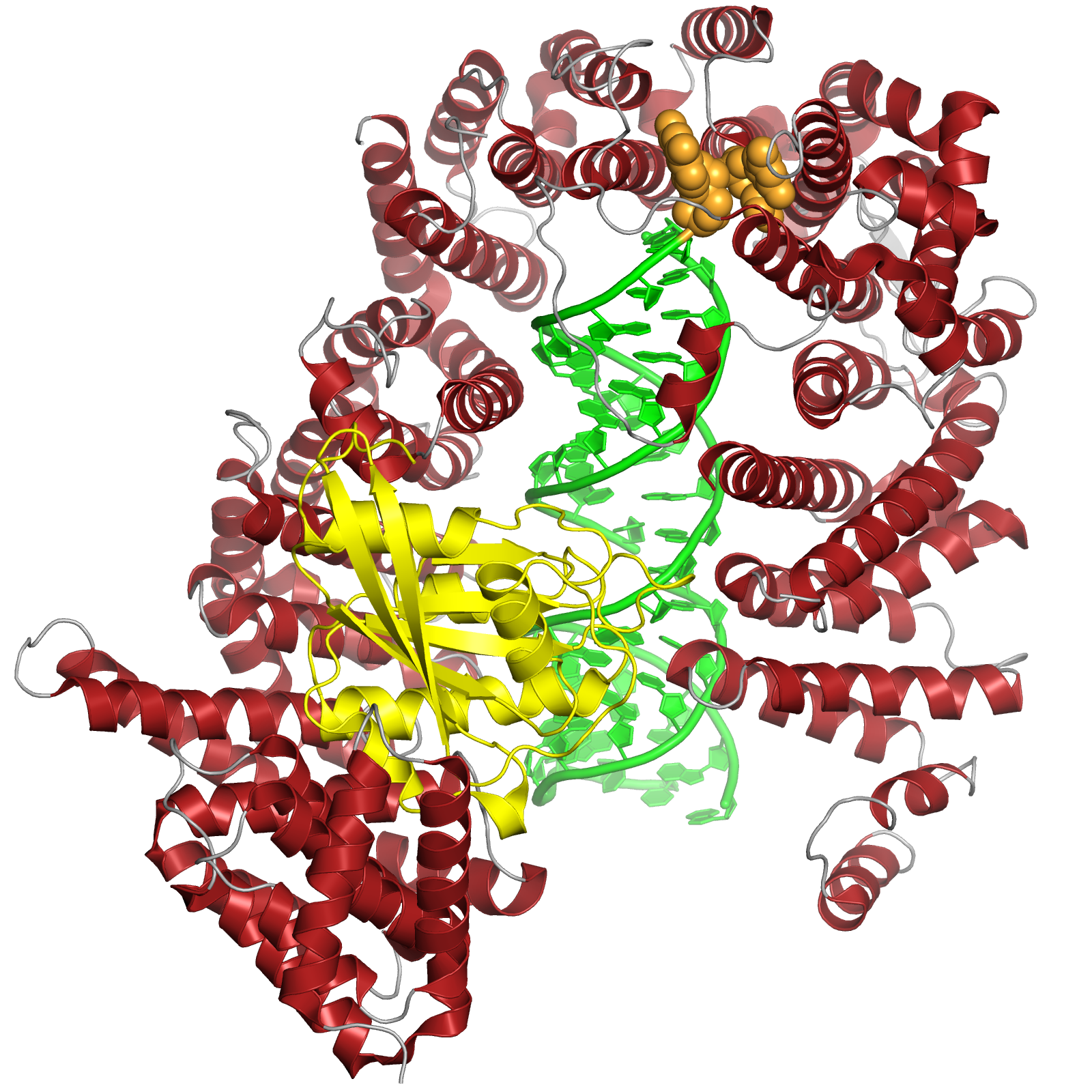
A humán exportin-5 (piros), a Ran-GTP (sárga) és egy pre-miRNS (zöld) komplexe. Látható a kétnukleotidos többletet felismerő elem (narancs). Forrás:

A pre-miRNS-hajtűk a magból a nukleocitoplazmatikus szállító exportin-5-öt tartalmazó folyamatban távoznak. E fehérje a karioferinek családjának tagja, és felismeri a Drosha által megmaradt kétnukleotidos többletet a per-miRNS-hajtű 3'-végén. Az exportin-5-mediált transzport energiafüggő, a Ran fehérjéhez kötött guanozin-trifoszfátot használ.

### Citoplazmatikus feldolgozás
A citoplazmában a pre-miRNS hajtűt a Dicer RNáz III bontja. Ez az endoribonukleáz a hajtű 5'- és 3'-végeivel kölcsönhat, és elvágja a 3'- és 5'-karokat összekötő kapcsolatokat, mintegy 22 nukleotid hosszú nem tökéletes miRNS:miRNS* duplexet adva. A teljes hajtűhossz és a körméret befolyásolják a Dicer hatékonyságát. Hogy a miRNS:miRNS* pár nem tökéletes, befolyásolja az elválást is. Egyes G-gazdag pre-miRNS-ek G-kvadruplex szerkezetet is alkothatnak a törzskörszerkezet miatt – például a humán pre-miRNS 92b a Dicer-mediált bontásnak ellenálló G-kvadruplexet alkot a citoplazmában. Bár a duplex bármely szála funkcionális miRNS-ként működhet, csak egy szál kerül az RNS-indukált csendesítőkomplexbe, ahol a miRNS és mRNS célja kölcsönhatnak.
Míg a legtöbb miRNS a sejtben van, a keringő vagy extracelluláris miRNS-ek sejten kívül is megtalálhatók, beleértve számos biológiai folyadékot és sejtkultúraközeget.

### Szintézise növényekben
A miRNS-szintézis növényekben főleg a magi feldolgozásban és kivitelben tér el az állatokétól. Nem két eltérő enzim bontja a miRNS-eket egyszer a magban és egyszer azon kívül, hanem mindkét bontást a Dicer-like1 (DL1) enzim végzi. Ez csak a növényi sejtek magjában expresszálódik, így feltehetően mindkét reakció a magban történik. A növényi miRNS:miRNS* duplexek magból való kivitele előtt a 3'-végeket az RNS-metiltranszferáz Hua-erősítő 1 (HEN1) metilálja. Ezt az exportin-5-homológ Hasty (HST) szállítja a magból a citoplazmába, ahol kettéválnak, az érett miRNS a RISC-be kerül.

## RNS-indukált csendesítőkomplex
Az érett miRNS aktív RNS-indukált csendesítőkomplex (RISC) része, ahol a Dicer és sok kapcsolódó fehérje van. A RISC-et nevezik mikro-RNS-ribonukleoprotein-komplexnek (miRNP) is. A miRNS-sel rendelkező RISC-et nevezik miRISC-nek is.
A pre-miRNS Dicer általi feldolgozása feltehetően a duplex kibontásával együtt történik. Általában egy szál van a miRISC-ben, melyet termodinamikai instabilitás és a másik szálnál gyengébb 5'-végi bázispárosodás alapján választ ki. A törzskör helye is befolyásolhatja a szálválasztást. A másik, kisebb koncentrációja miatt „utasszálnak” nevezett szálat *-gal jelölik, és általában bomlik. Egyes esetekben a duplex mindkét tagja életképes, és eltérő mRNS-eket célzó miRNS.

AGO2 (szürke) komplexe miRNS-sel (világoskék) és cél-mRNS-ével (sötétkék)

Az Argonaute (Ago) fehérjecsalád tagjai fontosak a RISC-működéshez. Ezek a miRNS-indukált csendesítéshez szükségesek, és két állandósult RNS-kötő helyük van: egy egyszálú 3'-véghez kötő PAZ és egy PIWI domén, mely szerkezetileg a ribonukleáz H-ra hasonlít, és az irányítószál 5'-végével kölcsönhat. Ezek az érett miRNS-hez kötnek és a cél-mRNS-sel való kölcsönhatáshoz fordítják. Egyes tagjai, például az AGO2 a céltranszkriptumokat közvetlenül bontják, és más fehérjéket is aktiválhatnak a transzlációs represszióhoz. A humán genomban 8 tagja van jelen, melyek szekvenciahasonlóság alapján 2 családba tartoznak, ezek az AGO (4 minden emlőssejtben jelenlévő taggal, nevük emberben E1F2C/hAgo) és a PIWI (csíravonal- és vérképző őssejtekben).
További RISC-komponensek például a TRBP (humán immunhiányvírus (HIV)-transzaktiváló válasz-RNS (TAR)-kötő fehérje), a PACT (interferonindukált fehérjekináz aktivátora), az SMN-komplex, a törékeny X-mentálisretardáció-fehérje (FMRP), a Tudor staphylococcalis nukleázdomén-tartalmazó fehérje (Tudor-SN), a feltételezett DNS-helikáz MOV10 és az RNS-felismerőmotívum-tartalmazó fehérje TNRC6B.

### Csendesítés módja és szabályzókörök
A géncsendesítés történhet mRNS-bontással vagy mRNS-transzláció megakadályozásával. Például a miR16 számos instabil mRNS, például a TNF α vagy a GM-CSF 3'UTR-jában lévő AU-gazdag elemre komplementer szekvenciát tartalmaz. Teljes miRNS:cél-mRNS komplementaritás esetén az Ago2 lebonthatja az mRNS-t, közvetlen mRNS-bomlást okozva. Komplementaritás nélkül a csendesítés transzlációakadályozással történik. A miRNS és cél-mRNS-e közti kapcsolat egyszerű negatív cél-mRNS-szabályzáson alapulhat, de gyakori a „koherens előrecsatolási ciklus”, a „mutuális negatív visszacsatolási ciklus” és a „pozitív vissza-/előrecsatolási ciklus”. Egyes miRNS-ek a transzkripció, a transzláció és a fehérjestabilitás sztochasztikus eseményei miatti véletlen génexpresszió-változások pufferei. Ezt általában negatív vissza- vagy inkoherens előrecsatolással érik el a fehérje mRNS-transzkripciótól való leválasztásával.

## Átfordulás
Az érett miRNS átfordulása szükséges a miRNS-expressziós profilok gyors változásához. A miRNS-érés során az Argonaute általi felvétel szabilizálhatja az irányítószálat, míg az ellentétes (*) szál általában megszűnik. A „használd vagy veszítsd” stratégiában az Argonaute általában a sokcélú miRNS-eket tartja meg a kevéscélúakkal vagy cél nélküliakkal szemben, lebontva a nem célzó molekulákat.
Az érett miRNS-ek lebontása a C. elegansban az XRN2 5'–3' exoribonukleáz, más néven Rat1p által történik. Növényekben az SDN (kis-RNS-bontó nukleáz) család tagjai ellentétes (3'–5') irányba bontják. Hasonló állati enzimek is vannak, de szerepük nem tisztázott.
Számos miRNS-módosulás befolyásolja a miRNS-stabilitást. Az Arabidopsis thalianán végzett munka alapján az érett növényi miRNS-eket a 3'-vég metilálása stabilizálja. A 2'-O-konjugált metilcsoportok megakadályozzák az uracil uridiltranszferázok általi hozzáadását, mely összefügghet a miRNS-bomlással. Azonban az uridiláció meg is védhet egyes miRNS-eket, ennek következményei nem teljesen tisztázottak. Egyes állati miRNS-ek uridilációjáról beszámoltak. A növényi és állati miRNS-ek adenin 3'-véghez való adásával is befolyásolhatók. Egy A-többlet a hepatitis C-ben fontos emlős-miR-122-n stabilizálja a molekulát, az A-végű növényi miRNS-ek lassabban bomlanak.

## Sejtfunkciók

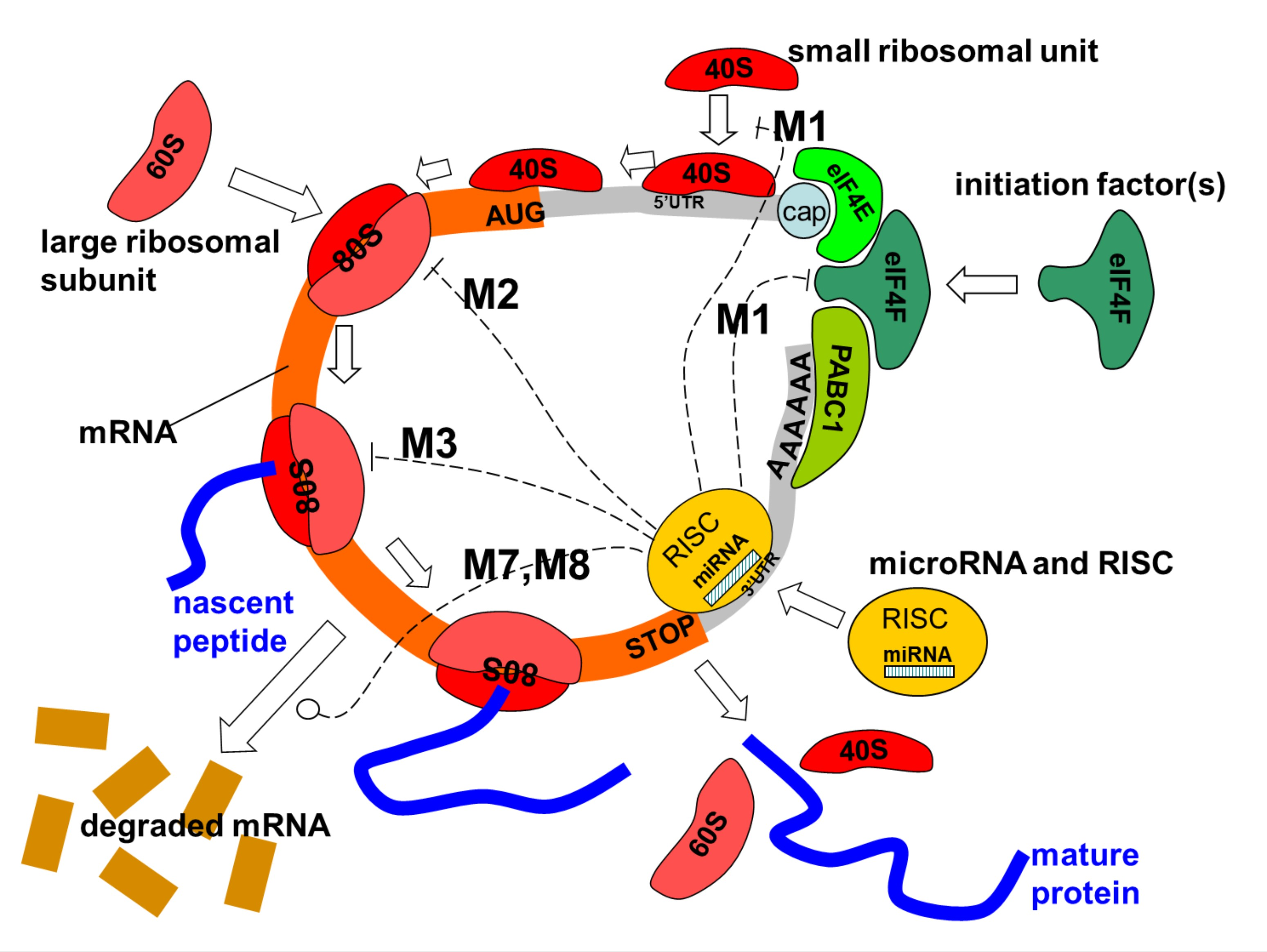
A miRNS fehérjetranszlációval való kölcsönhatása. Egyes transzlációrepressziós mechanizmusok: 1) az iniciációnál, megakadályozva az iniciációs komplex létrehozását vagy a 40S riboszomális alegység aktiválását; 2) a riboszóma-összeállításnál; 7, 8) az mRNS bontásánál. A 40S a riboszóma könnyű, a 60S a nehéz része, a 80S az mRNS-hez kötött teljes riboszóma, az eIF4F transzlációiniciációs faktor, a PABC1 a poli-A-kötő fehérje, a „sapka” az mRNS-sapka az mRNS-gyűrűhöz, lehet m7G- vagy módosult A-sapka. Az mRNS-iniciáció sapkafüggetlenül történhet a 40S IRES-hez (belső riboszóma-belépésihely) az 5'UTR-ben. A tényleges RNS-csendesítést a RISC végzi, ahol a fő katalitikus alegység AGO-fehérje, a miRNS az adott mRNS-szekvenciákat felismerő templát.

A miRNS-ek funkciója a génszabályzásban fontos. A miRNS komplementer egy vagy több mRNS részeihez. Az állati miRNS-ek általában a 3'-nemtranszláltrégióval, a növényiek általában a kódoló részekkel komplementerek. A közel tökéletes bázispárosodás segíti az RNS-lebontást. Ez a növényi miRNS-ek elsődleges módja. Állatokban az egyezés nem tökéletes.
A részben komplementer miRNS-ek a magrégiókat (2–7. nukleotid) használják fel a célpont felismerésére, ennek teljesen komplementernek kell lennie. Az állati miRNS-ek gátolják a cél-mRNS transzlációját (ez növényekben jelen van, de ritkább). A részben komplementer miRNS-ek felgyorsíthatják a dezadenilációt, korábbi mRNS-bomlást okozva. Bár a miRNS-célzott mRNS bontása ismert, hogy a transzlációs repressziót mRNS-bomlás, transzlációgátlás vagy ezek együtt okozzák-e, nem. 2012-benz zebradániókban miR-430-cal és bantam-miRNS-sel és miR-9-cel Drosophila-sejttenyészetben végzett kutatás szerint a transzlációs repressziót az iniciáció zavarása okozza dezadenilációtól függetlenül.
A miRNS-ek okozhatnak továbbá hisztonmódosulást és a promoterek metilációját, melyek a célgének expresszióját befolyásolják.
9 miRNS-hatásmechanizmus ismert és szerepel egyesített matematikai modellben:
- Cap-40S-iniciációgátlás;
- 60S-csatlakozás-gátlás;
- elongációgátlás;
- riboszómaleválasztás (korai leállítás);
- kotranszlációs naszcensfehérje-bontás;
- P-testekbe való szekvesztráció;
- mRNS-bontás (destabilizáció);
- mRNS-leválasztás
- transzkripciós gátlás miRNS-mediált kromatinátrendezéssel és géncsendesítéssel.

Gyakran nem megkülönböztethetők e mechanizmusok kísérleti adatok alapján állandó reakciósebességekről, de dinamikájuk és kinetikai lenyomatuk eltér.
A növényi miRNS-ekkel szemben az állatiak eltérő géneket céloznak. Azonban a minden sejtre jellemző funkciókat érintő géneknek kevesebb miRNS-célhelyük van, és a miRNS-ek általi célzás elkerülésére választódnak ki. Erős a korreláció az ITPR gén szabályzása, a mir-92 és a mir-19 közt.
A dsRNS aktiválhatja is a génexpressziót (RNSa). A promotereket célzó dsRNS-ek erősen aktiválhatják a gének transzkripcióját. Ezt humán sejtekben szintetikus dsRNS-ekkel, kis aktiváló RNS-ekkel (saRNS) mutatták ki, de endogén miRNS-nél is igazolták.
A miRNS-ek és a komplementer gén- és homológ pszeudogénszakaszok közti kölcsönhatások a paralóg gének expressziós szintje közti csatorna lehetnek. E miRNS-ek, a „versenyző endogén RNS-ek” (ceRNS) „miRNS-válaszelemekhez” kötnek a génekben és a pszeudogénekben, és a nem kódoló DNS állandóságát is indokolhatják.
Vannak miRNS-ek a sejten kívül (keringő miRNS), és ezeket befolyásolják a sejten belüli miRNS-ek. A keringő miRNS-ek testnedvekbe, például a vérbe és az agy-gerincvelői folyadékba áramolnak, és számos betegség biomarkerei lehetnek. Több kutatás szerint az exoszómákban lévő mRNS-ek szerepet játszhatnak a beágyazódásban, adhéziót vonhatnak el a trofoblaszt és az endometrium közt vagy erősíthetik azt az adhézió/invázió génjeinek erősítésével vagy gyengítésével.
Ezenkívül a miR-183/96/182 fontos lehet a cirkadián ritmusban Zhou et al. szerint.
A miRNS-eket kódoló szakaszok gyakran gének intronjaiban vannak, de ismertek gének közt kódoltak is.:13

## Evolúció
A miRNS-ek nagymértékben állandók növényekben és állatokban, és feltehetően a génszabályzás fontos, ősi részei. Bár a miRNS-út központi elemei állandók a növények és állatok körében, a miRNS-ek egymástól nagyrészt függetlenül jelentek meg eltérő elsődleges hatásmóddal.
A miRNS-ek hasznos filogenetikai markerek alacsony evolúciós sebességük miatt. Szabályzó mechanizmuskénti eredetük korábbi RNSi-ből származik, mely korábban exogén örökítőanyag, például vírusok elleni védelem volt. Eredetük tehette lehetővé a morfológiai újításokat, és a génexpresszió specifikusabbá és finomhangolhatóbbá tételével lehetővé tette az összetett szervek és Peterson et al. szerint a komplex élet megjelenését. Rapid bursts of morphological innovation are generally associated with a high rate of microRNA accumulation.
Az új miRNS-ek több módon jöhetnek létre. Létrejöhetnek nem kódoló DNS-szakaszokból véletlenszerű hajtűk kialakulásával vagy meglévő miRNS-ek duplikációjával vagy módosulásával. Létrejöhetnek továbbá fehérjekódoló szakaszok invertált duplikációjával, lehetővé téve a visszahajtott hajtűszerkezetet. Az új miRNS-ek evolúciós sebessége hasonló a nem kódoló DNS más részeihez, vagyis semleges sodródással történik, azonban a régebbiek ritkábban változnak – gyakran kevesebb mint 1-szer százmillió évente –, vagyis a miRNS funkciószerzése után tisztító szelekció jellemzi. A miRNS-gén egyes szakaszait eltérő evolúciós nyomás jellemzi, ahol a funkcióhoz és feldolgozáshoz fontos szakaszok jobban megőrződnek. Ekkor ritkán tűnik el egy állat genomjából a miRNS, de az újabb, így feltehetően nem működő miRNS-ek gyakran tűnnek el. Az Arabidopsis thaliana esetén a miRNS-gének változása 1,2–3,3 gén millió évenként. Ez értékes filogenetikai markerré teszi, és különböző filogenetikai problémák, például az ízeltlábúak kapcsolatai megoldására használható. Azonban a miRNS-ek gyakran kevéssé korrelálnak a filogenetikával, és lehetséges, hogy filogenetikai egyezésük csekély mintát tükröz.
A miRNS-ek a legtöbb eukarióta genomjában jelen vannak a barnamoszatoktól az állatokig. Azonban ezek működésében és feldolgozásuk módjában való különbségek alapján az állatokban és a növényekben függetlenül jelentek meg a miRNS-ek.
A Mnemiopsis leidyi genomja feltehetően nem tartalmaz észlelhető miRNS-eket, Droshát vagy Pashát, melyek a miRNS-szintézishez fontosak. Ez az egyetlen ismert állat Drosha nélkül. A miRNS-ek fontosak a génexpresszió-szabályzásban a bordásmedúzák és a korongállatkák kivételével minden állatban.
Az összes fajban több mint 5000 különböző miRNS-t azonosítottak 2010 márciusáig. Bár széles funkciójú rövid (50 bázispártól több százig) RNS-ek megtalálhatók baktériumokban, bennük nincs valódi miRNS.
Az amőbákban lévő miRNS-ek Edelbroek et al. 2024-es tanulmánya szerint a többsejtűség eredetét is megmagyarázhatják.

## Kísérleti észlelés és befolyásolás
Míg a kutatók a fiziológiai és patológiai folyamatokban jelenlévő miRNS-expresszióra fókuszáltak, számos miRNS-izolációhoz kapcsolódó technikai jellemző jelent meg. A tárolt miRNS-ek stabilitása kérdéses. A miRNS-ek az mRNS-nél részben hosszuk, részben a mindenhol jelenlévő ribonukleázok miatt könnyebben bomlanak. Ez a minták jégen való hűtését és ribonukleázmentes felszerelés használatát igényli.
A miRNS-expresszió kétlépéses polimeráz-láncreakcióban határozható meg módosított RT-PCR-rel és kvantitatív PCR-rel. Ennek változatai abszolút vagy relatív meghatározást érnek el. A miRNS-ek hibridizálhatók mikroarray-kre, filmekre vagy chipekre több száz vagy ezer miRNS-célponttal, így relatív miRNS-szintek meghatározhatók eltérő mintákban. A miRNS-ek felfedezhetők és jellemezhetők nagy átvitelű szekvenálási módszerekkel (miRNS-szekvenálás). A miRNS-ek aktivitása kísérletileg gátolható zártnukleinsav- (LNS) vagy morfolino- vagy 2’-O-metil-RNS-oligonukleotiddal. Adott miRNS komplementer antagomirrel csendesíthető. A miRNS-érést több helyen gátolhatja sztérikusan akadályozó oligomer. Az mRNS-átirat miRNS-célpontját is akadályozhatja sztérikusan blokkoló oligonukleotid. A miRNS in situ észleléséhez LNS- vagy morfolinopróbák használhatók. Az LNS zárt konformációja nagyobb hibridizációt, szenzitivitást és szelektivitást okoz, ideálissá téve rövid miRNS-ek észlelésére.
A miRNS-ek nagy átvitelű meghatározása nagy hibahatárú az mRNS-ekkel szemben a metodológiai problémák miatt nagyobb variancia miatt. Az mRNS-expressziót így gyakran miRNS-hatásokkal vizsgálják. Az adatbázisok mRNS- és miRNS-adatok párosítására használhatók, melyek a miRNS-célokat alapszekvencia alapján meghatározhatják. Bár ezt általában a fontos miRNS-ek észlelése után végzik például nagymértékű expresszió miatt, az mRNS- és miRNS-expressziós információt integráló eszközöket javasoltak.
A ROCK gátlása növeli a globális miRNS-ek funkcióját a célzott mRNS-ek PAIP2-expresszió-növekedéssel járó deadenilálásával. A miRNS által irányított mRNS-bomlásban fontos a poli(A)-láncok rövidülése.

## Humán és állatbetegségek
Ahogy a miRNS az eukarióta sejtek normál működésében fontos, úgy diszregulációja betegségekkel függ össze. Egy kézzel vezetett nyilvános adatbázis, a miR2Disease a miRNS-diszregulációja és humán betegségek kapcsolatait írja le.

### Örökletes betegségek
A miR-96 magrégiójának mutációja örökletes fokozatos hallásvesztést okoz.
A miR-184 magrégiójának mutációja örökletes keratoconust okoz anterior poláris kataraktával.
A miR17–92 csoport deléciója csontváz- és növekedési hibákat okoz.

### Rák

A miRNS szerepe ráksejtben

Az első miRNS-deregulációval összefüggésbe hozott betegség a krónikus limfocitás leukémia. Sok más miRNS is összefügg a rákkal, ennek megfelelően „onkomirnak” nevezik. Malignus B-sejtekben a miRNS-ek a B-sejt-fejlődéshez fontos utakban, például a B-sejt-receptor- (BCR) jelzésben, a B-sejt-vándorlásban/adhézióban, a sejtközi kölcsönhatásokban és az immunglobulin-termelésben és -osztályváltásban vesznek részt. A miRNS-ek a B-sejtek érését, pre-, marginális, follikuláris, B1-, plazma és memória B-sejtek létrehozását befolyásolja.
A miRNS-ek expressziós szintje használható prognózisra. Nem kissejtes tüdőrákban a miR-324a alacsony szintje alacsony túlélési arányt jelezhet előre. A magas miR-185- vagy alacsony miR-133b-szint összefügghet colorectalis rákban az áttéttel és az alacsony túlélési aránnyal.
Ezenkívül specifikus miRNS-ek összefügghetnek a colorectalis rák bizonyos hisztológiai altípusaival. Például a miR-205 és a miR-373 expressziója mucinos és mucintermelő ulceratívcolitis-asszociált vastagbélrákban nagyobb, de nem a sporadikus mucinmentes vastagbél-adenokarcinómában. In vitro tanulmányok szerint a miR-205 és -373 funkcionálisan eltérő mucinasszociált neoplasztikus előrehaladást mutathat bélepitélsejtekben.
A májráksejt-proliferációt a miR-21 és a MAP2K3 tumorszupresszor kölcsönhatása okozhatja. Az optimális rákkezelés a kockázatelemzésnek megfelelő terápiát igénylő betegek azonosítását igényli. A kezdeti kezelésre való gyors válasz esetén előnyös lehet a nem teljes kezelési rend. A sejtmentes keringő miRNS-ek (cimiRNS) nagyon stabilak a vérben, rákban túlexpresszálódnak, és a diagnosztikai laboratóriumban mérhetők. Klasszikus Hodgkin-limfóma esetén a plazma-miR-21, -miR-494 és -miR-1973 válaszbiomarkerek. A keringő miRNS-ek segíthetik a döntéshozatalt és a pozitronemissziós tomográfia és a számítógépes tomográfia értelmezését. Ezek a betegségre való válasznál és a relapszusészlelésnél használhatók.
A miRNS-ek használhatók az eltérő rákok kezelésében eszközként vagy célként. A miR-506 több tanulmány szerint tumorantagonista. Számos méhnyakrákminta kisebb miR-506-expressziót mutatnak. Ezenkívül a miR-506 a méhnyakráksejtek apoptózisát segíti közvetlen hedgehog-úti transzkripciós faktora, a Gli3 révén.

#### DNS-javítás és rák
Sok miRNS közvetlenül célozhat és gátolhat sejtciklusgéneket a sejtproliferáció szabályzásához. A tumorkezelés új stratégiája a tumorsejt-proliferáció gátlása a hibás miRNS-út megjavításával a tumorokban. A rákot a mutációk számának növekedése okozza DNS-károsodás vagy kijavítatlan DNS-replikációs hibák miatt. A DNS-javítási hibák mutációk felhalmozódását okozza, amely rákhoz vezethet. Számos DNS-javító gént miRNS-ek szabályoznak.
A DNS-javító gének csíravonal-mutációi csak a vastagbélrákesetek 2–5%-át okozzák. Azonban a DNS-javítási hibákat okozó megváltozott miRNS-expressziót gyakran hozzák összefüggésbe rákokkal, és fontos kauzális tényező lehet. Az MLH1 DNS-javító fehérje csökkent expressziójával rendelkező 68 sporadikus vastagbélrákból a legtöbb a CpG sziget epigenetikai metilációja miatt jelent meg. Azonban a sporadikus vastagbélrákokban előforduló MLH1-hiányosságok 15%-ának oka az MLH1-represszor miR-155 túlexpressziója.
A glioblastomák 29–66%-ában a DNS-javítás az MGMT gén epigenetikai metilációja miatt csökkent, amely az MGMT-expressziót csökkenti. Azonban a glioblastomák 28%-ában az MGMT hibás, de az MGMT-promoter nem metilált. A metilált MGMT-promoter nélküli glioblastomákban a miR-181d-szint inverz korrelációt mutat az MGMT-expresszióval, és a miR-181d közvetlen célpontja az MGMT-mRNS 3'UTR. Így a glioblastomák 28%-ában a megnövekedett miR-181d-és kisebb MGMT-expresszió ok lehet.
A HMGA1a, HMGA1b és HMGA2 HMGA fehérjék fontosak a rákban, és e három fehérje expresszióját miRNS-ek szabályozzák. A HMGA-expresszió differenciált felnőtt szövetben csekély, de sok rákban emelkedett. E fehérjék mintegy 100 aminosavas moduláris ffehérjék, három erősen pozitív töltésű régiójuk (AT-horog) van, melyek az AT-gazdag DNS kis bemélyedéséhez kötnek. A humán tumorok, beleértve a pajzsmirigy-, a prosztata-, a méhnyak-, a colorectalis, a hasnyálmirigy- és a petefészekrákot erős HMGA1a- és HMGA1b-növekedést mutatnak. A HMGA1-et limfoid sejtekben tartalmazó transzgenikus egerek agresszív limfómát mutatnak, vagyis a magas HMGA1-expresszió összefügg a rákokkal, és a HMGA1 onkogén. A HMGA2 specifikusan célozza az ERCC1 promoterét, csökkentve e DNS-javító gén expresszióját. Egy kutatásban mind a 47 vastagbélrákban alacsony volt az ERCC1-expresszió (de a HMGA2 szerepe ebben ismeretlen).
Az egypontos nukleotid-polimorfizmusok (SNP) befolyásolhatják a 3'UTR-ek miRNS-kötését például a hsa-mir181a és a hsa-mir181b és a CDON tumorszupresszor esetén.

### Szívbetegség
A miRNS-funkció szívben játszott szerepét a miRNS-ek érésének feltételes gátlásával vizsgálták egérszívben. Ez alapján a szívfejlődésben fontosak a miRNS-ek. A miRNS-expresszióprofil-tanulmányok alapján az egyes miRNS-ek expressziója megváltozik a beteg humán szívekben, így szerepet játszhatnak a kardiomiopátiában. Továbbá egyes miRNS-ekkel kapcsolatos állattanulmányok az egyes miRNS-ek szerepét is kimutatták szívfejlődés közben és patológiás esetekben, beleértve a kardiogenezishez, a hipertrófiás válaszhoz és a szívvezetéshez szükséges tényezőket. A cardiovascularis betegségekben a miRNS expressziója felhasználható diagnózisra, prognózisra vagy kockázatelemzésre. Az állatmodellek miRNS-ei összefüggnek a koleszterinmetabolizmussal és -szabályzással.

#### miR-712
Az egér-miR-712 az atherosclerosis potenciális biomarkere. A nem lamináris véráramlás összefügg az atherosclerosis kialakulásával, mivel az endotél sejtek mechanoreceptorai érzékelik a d-áramlás szakítóerejét. Számos proaterogén gén, beleértve a mátrix-metalloproteinázokat, a d-áramlás erősíti, proinflammatiós és proangiogén jeleket küldve. Ezeket ligált egérartériákban is megfigyelték a d-áramlás utánzására. 24 órán belül a meglévő éretlen mir-712 érett miR-712-t hozott létre, vagyis a miR-712 áramlásérzékeny. Ezzel együtt a miR-712 erősödött a természetes d-áramlásnak kitett endotél sejtekben a nagyobb görbületű aortaívben.

##### Eredet
A miR-712 pre-mRNS-szekvenciáját a riboszomális RN45s gén hozza létre az ITS2-nél. Az XRN1 az ITS2-t az RN45S feldolgozása során bontó exonukleáz. Az XRN1 d-áramlás alatti redukciója megnöveli így a miR-712-szintet.

#### Mechanizmus
A miR-712 a szöveti metalloproteináz-gátló 3-at (TIMP3) célozza. A TIMP-ek az extracelluláris mátrixot bontó mátrix-metalloproteinázok (MMP) aktivitását befolyásolják. Az artériás ECM főleg kollagénből és elasztinból áll, támasztva az artériákat és lehetővé téve visszaállásukat. Ezek fontosak a vaszkuláris inflammatio és permeabilitás szabályzásában, melyek fontosak az atherosclerosis kialakulásában. Az endotél sejtek expresszálta TIMP3 az egyetlen ECM-kötött TIMP. Expressziójának csökkenése növeli az ECM-bomlást d-áramlás esetén. Ennek megfelelően a pre-miR712 gátlása növeli a TIMP3-expressziót turbulens áramláskor is.
A TIMP3 csökkenti ezenkívül a proinflammatiós TNFα expresszióját turbulens áramláskor is. Ennek aktivitását TACE-expresszióval mérték a vérben. A TNFα csökkent a miR-712 gátlásakor vagy TIMP3-túlexpressziókor, tehát a miR-712 és a TIMP3 szabályozzák a TACE-aktivitás turbulens áramláskor.
Az anti-miR-712 megakadályozza a d-áramlás-indukált miR-712-expressziót és növeli a TIMP3-expressziót. Az anti-miR-712 gátolja emellett a vaszkuláris hiperpermeabilitást, csökkentve az atherosclerotikus léziófejlődést és az immunsejt-infiltrációt.

#### Humán homológ mikro-RNS-205
A humán miR-712-homológot az RN45s homológ génben találták, mely egerekhez hasonló miRNS-eket tartalmaz. A humán miR-205 of hasonlít az egér-miR-712-höz, és sok gerincesben jelen van. A miR-205 és a miR-712 sejtkommunikációs céljai több mint 50%-a, beleértve a TIMP3-at, állandósult.
A d-áramlás csökkenti az XRN1-expressziót emberben az egérendotélsejtekhez hasonlóan, így gyakori lehet az XRN1 szerepe.

### Vesebetegség
A FoxD1-eredetű egérvese-progenitorsejtek célzott Dicer-deléciója összetett vesefenotípust okozott tágult nefronprogenitorokkal, kevesebb reninsejttel, simaizom-artériával, progresszív mezangiumvesztéssel és glomeruláris aneurizmákkal. Teljes transzkriptomos elemzés megnövekedett proapoptotikus Bcl2L11- (Bim) expressziót és a p53-út diszregulációját mutatta nagyobb p53-effektorgénnel, beleértve a Baxot, a Tp53inp1-et, a Junt, az Mmp2-t és az Arid3a-t. A p53-szint változatlan, vagyis a FoxD1 stromalis miRNS-ei közvetlenül represszálják a p53-effektorokat. Vonalkövetéssel és fluoreszcenciaaktivált sejtrendezéssel a miRNS-kimutatás nemcsak meghatározta a vaszkuláris fejlődéshez szükséges miRNS-ek transzkripcióját, hanem a vesefenotípust valószínűleg hiányukban moduláló fontos miRNS-eket is kimutatott. Ilyen miRNS-ek például a Bcl2L11-szabályzó miR-10a, -18a, -24, -30c, -92a, -106a, -130a, -152, -181a, -214, -222, -302a, -370 és -381, valamint a p53-effektor-szabályzó miR-15b, -18a, -21, -30c, -92a, 106a, -125b-5p, -145, -214, -222, -296-5p és -302a. Ennek megfelelően ektópiás apoptózist találtak a FoxD1-eredetű progenitorvonalban, ami a vese stromális miRNS-ei fontosságát mutatja meg ismét a sejthomeosztázisban.

### Idegrendszer
A miRNS-ek szabályozzák az idegrendszer működését és fejlődését. A szinapszisfejlődés eltérő szakaszaiban eltérő miRNS-ek fontosak: a dendritogenezisben és szinapszisképzésben a miR-132, a miR-134 és a miR-124 a szinapszisérésben a miR-134 és a miR-138 érintettek. A miRNS-képzés megszüntetése egerekben a Dicer csendesítésével patológiás eredményeket, például csökkent neuronméretet és motoros rendellenességeket okozott a striatalis és neurodegenerációt az előagyi neuronokban való csendesítéskor. Egyes tanulmányok megváltozott miRNS-expressziót találtak Alzheimer-kór, szkizofrénia, bipoláris zavar, major depresszió és szorongás esetén.

#### Stroke
A Center for Disease Control and Prevention szerint a stroke az egyik vezető halál- és hosszútávúfogyaték-ok Amerikában. Az esetek 87%-a ischaemiás, mely az agyi artéria okklúziójából ered. Így az agy nem jut elég tápanyaghoz, például oxigénhez és glükózhoz, és nem távoznak onnan a fölös anyagok, például a szén-dioxid. A miRNS-ek a cerebralis ischaemia patogenezisében lévő, például a gyulladásban, az angiogenezisben és az apoptózisban fontos gének poszttranszlációs csendesítésével működnek. 

#### Függőség
A miRNS-ek génexpresszióban játszott fontos szerepe jelentős a függőségek, különösen az alkoholizmus esetén. A krónikus alkoholfüggőség állandó agyi funkcióváltozásokat okoz, melyet részben a génexpresszió változásai okoznak. Számos későbbi gén globális miRNS-szabályzása fontos lehet az átrendeződésben, a szinapszisokban vagy a hosszútávú idegi adaptációkban, ahol az alkoholfogyasztásról az elvonási tünetek vagy a függőségre való viselkedésváltozás jelenik meg. Eddig mintegy 35 különböző miRNS szintjéről bizonyosodott be, hogy az alkoholhoz szokott agyban megváltozik, melyek közt vannak a sejtciklust, az apoptózist, a sejtadhéziót, az idegi fejlődést és a sejtkommunikációt befolyásoló géneket célzók is. Megváltozott miRNS-szinteket találtak alkoholfüggő egerek mediális prefrontális kérgében, így a miRNS okozhatja feltehetően a transzlációs eltéréseket és a komplex kognitív viselkedés és a döntéshozatal agyi részeiben.
A miRNS-ek erősödhetnek vagy gyengülhetnek krónikus alkoholhasználat esetén. A miR-206-expresszió alkoholfüggő patkányok prefrontális kérgében nő, az agyi eredetű neurotróf faktort (BDNF) célozva és annak expresszióját csökkentve. A BDNF fontos az új neuronok és szinapszisok kialakulásában és érésében, lehetséges negatív következményeket okozva a szinapszisnövekedésben és -plaszticitásban az alkoholfüggőknél. Az alkoholindukált neuroinflammatiós válaszok szabályzásában fontos miR-155 erősödik, ami a mikroglia és az inflammatiós citokinek alkohol-patofiziológiában való fontos szerepét alátámasztja. A miR-382 kisebb expressziója van jelen a nucleus accumbensben, a jutalomérzetben fontos bazális előagyi térrészben. A miR-382 a D1 dopaminreceptor célja, túlexpressziója növeli a DRD1 és a δ-fosB expresszióját, mely a nucleus accumbensben lévő függőségokozó transzkripciós eseményeket okoz. A miR-382-túlexpresszió csökkenti az ivást és a DRD1-inhibíciót és a δ-fosB-erősödést patkány-alkoholizmusmodellekben, a kezelésben használható miRNS-célú gyógyszereket lehetővé téve.

### Obesitas
A miRNS-ek fontosak az őssejtprogenitorok zsírsejtté való differenciálódásának szabályzásában. A pluripotens őssejtek adipogenezisben játszott szerepét a hMSC-Tert20 halhatatlanná tett csontvelő-eredetű stromalis sejtvonalban vizsgálták. Decreased expression of miR-155, miR-221, and miR-222, have been found during the adipogenic programming of both immortalized and primary hMSCs, suggesting that they act as negative regulators of differentiation. Conversely, ectopic expression of the miRNAs 155, 221, and 222 significantly inhibited adipogenesis and repressed induction of the master regulators PPARγ and CCAAT/enhancer-binding protein alpha (CEBPA). This paves the way for possible genetic obesity treatments.
További inzulinrezisztenciát, obesitast és diabéteszt csoportosító miRNS-osztály a let-7 család. Mennyisége az öregedés során nő. A let-7 gyorsult öregedés mintájára történt ektópiás túlexpressziója egerekben inzulinrezisztenciát, így az obesitasnak és a diabétesznek való nagyobb kitettséget okozott. Ezzel szemben a let-7 let-7-specifikus antagomirek injekciójával való inhibeálása nagyobb inzulinszenzitivitást és ellenállást okozott a nagyobb zsírtartalom miatti obesitasra és diabéteszre. Nemcsak gátolta az obesitas és a diabétesz kialakulását, hanem a meglévőt gyógyította. Ezek alapján a let-7-gátlás új terápia lehet az obesitas és a 2-es típusú cukorbetegség ellen.

### Preeklampszia
A méhlepényben expresszált legtöbb miRNS a C19MC (19. kromoszómabeli miRNS-klaszter, angolul: Chromosome 19 miRNA cluster) tagja. Ezek fontosak a terhesség alatt, kóros expressziójuk több betegségben patogenetikai tényező lehet.:16 A preeklampszia kialakulásával több miRNS expresszióváltozása is összefügghet, ezekre Biró 2018-as értekezésében példákat is említett.:17
Több miRNS expressziója is több helyen befolyásolja a kialakulást: a hsa-miR-210 emelkedése például az angiogenezist többek közt az EFNA3, a trofoblasztinváziót a KCMF-1, míg a gyulladást a STAT6/interleukin 4-út befolyásolásával módosítja.:17
A hsa-miR-517 család tagjainak túlexpressziója az antiangiogén sFlt-1 szintjének növekedését okozza, ami a preeklampsziában fontos szerepet játszik, ezenkívül gátolja a trofoblasztinváziót.:18
A sejten kívüli miRNS-ek 90–99%-a Ago-kötött, de többféleképp felszabadulhatnak – egy részük vezikulumokkal, más részük fehérjékhez kötve válik ki a sejtekből. Felszabadulhatnak sejthalálkor, ekkor a sejten kívüli DNS-ek és AGO-kötött miRNS-ek jelennek meg, aktív szekréció során miRNS-t, fehérjét és mRNS-t tartalmazó exoszómák vannak jelen.:19
A méhlepényleválás után a hsa-miR-517c szintje jelentősen megnő feltehetően a fokozott trofoblaszttöredék-felszabadulás miatt.:21

### Homeosztázis
A miRNS-ek fontosak lehetnek a komplex enzimkaszkádok, például a hemosztatikus vérkoagulációs rendszer szabályzásában. Funkcionális miRNS-eken végzett kísérletek 2018-ban a hemosztatikus rendszer terápiás céljait mutatták ki. Ezek összefüggnek az endoplazmatikus retikulum kalciumhomeosztázisával, mely fontos a sejtdifferenciációhoz.

## Növényekben
A miRNS-ek számos fejlődési, homeosztatikus és immunfolyamat fontos szabályzói növényekben. Céljuk a növényfejlődésben például a hajtások merisztémafejlődése, a levélnövekedés, a virág-, a magképzés vagy a gyökérnövekedés. Továbbá összetett a szerepük számos hő-, alacsony hőmérsékleti, szárazság-, fénystresszel vagy γ-sugárzásnak való kitettséggel kapcsolatos abiotikus folyamatban.

## Vírusokban
A vírus-miRNS-ek fontosak a virális vagy gazdagének expressziójának a vírus javára való szabályzásában. Így a miRNS-ek fontosak a gazda-vírus kölcsönhatásokban és a vírusbetegségek patogenezisében. A humán herpeszvírus-6 DNS-ének transzkripcióaktivátorainak expresszióját feltehetően vírus-miRNS-ek szabályozzák.

## Horizontális transzfer
Lukasik et al. 2014-ben növényi miRNS-ekről számoltak be humán és disznótej-exoszómákban.

## Célelőrejelzés
A miRNS-ek fehérjekódoló gének cél-mRNS-eihez köthetnek, csökkentve transzlációjukat vagy lebontva azokat. Fontos pontos azonosításuk. 18 in silico algoritmus összehasonlítása elérhető. Funkcionális miRNS-célzó algoritmusok vizsgálata szerint sok funkcionális miRNS-t a célelőrejelző algoritmusok eltéveszthetnek.

## Adatbázisok
A 2010-ben megjelent miRTarBase kísérletileg igazolt miRNS–cél kölcsönhatásokat, a miRBase a mikro-RNS-ek jelzését és szekvenálási adatait tartalmazza.

## Fordítás
Ez a szócikk részben vagy egészben  a   microRNA című angol Wikipédia-szócikk ezen változatának fordításán alapul.  Az eredeti cikk szerkesztőit annak laptörténete sorolja fel. Ez a jelzés csupán a megfogalmazás eredetét és a szerzői jogokat jelzi, nem szolgál a cikkben szereplő információk forrásmegjelöléseként.